# Egidio Torre Cantú
Egidio Torre Cantú (Ciudad Victoria, Tamaulipas, 19 de junho de 1957)) é um engenheiro civil e político mexicano, membro do Partido Revolucionário Institucional. Foi governador do Estado de Tamaulipas, com mandato de 2011 até 30 de setembro de 2016.
É graduado em engenharia civil pelo Instituto Tecnológico y de Estudios Superiores de Monterrey. Cursou mestrado em engenharia civil pela Universidade do Texas em Austin.
Foi prefeito de Ciudad Victoria entre 2000 e 2001.
Em 29 de junho de 2010, foi escolhido entre os demais de seu partido, para ser candidato ao governo de Tamaulipas, um dia após a morte de seu irmão que era candidato, Rodolfo Torre Cantú,  que foi assassinado.
Nas eleições em 4 de julho de 2010, Egidio obteve a maioria dos votos, assumindo o cargo em 1º de janeiro de 2011.